# Biblioteca de Catalunya
De Nationale Bibliotheek van Catalonië (Catalaans: Biblioteca de Catalunya (BNC)) is de nationale bibliotheek van Catalonië in Barcelona.
Het Joan Maragall Archief (Arxiu Joan Maragall) is onderdeel van deze bibliotheek. De Biblioteca de Catalunya organiseert sedert 2005 het project padi.cat, een archief voor het digitale erfgoed uit het internet, dat ondertussen uitgegroeid is tot een bestand van meer dan veertien terabyte. De bibliotheek coördineert ook in samenwerking met VIAF het thesaurusproject voor de documenten uit de Catalaanse landen, de zogenaamde Catàleg d'autoritats de noms i títols de Catalunya (Càntic).